# Буров, Олег (мэр Риги)
Олег Буров (латыш. Oļegs Burovs; род. 5 августа 1960 года, Рига, Латвийская ССР) — латвийский хозяйственник и политический деятель. Депутат XIV Сейма Латвии с 1 ноября 2022 года. В прошлом — мэр Риги с 19 августа 2019 года по 24 февраля 2020 года. Председатель правления Рижского свободного порта.

## Биография
Олег Буров родился в Риге в 1960 году. После учёбы в средней школе окончил медицинское училище, затем получил высшее образование — в области экономики и социологии труда.
После восстановления независимости Латвии Буров работал в Министерстве финансов Латвийской Республики, Латвийском агентстве приватизации.
Руководил Управлением городского имущества Рижской думы с 1998 по 2003 год, затем ушёл в частный бизнес.
С 2009 года, когда к власти в Рижской думе пришла коалиция партий «Согласие» и «Честь служить Риге!», Олег Буров продолжал возглавлять Департамент городского имущества, этот пост он занял в 2007 году вторично после перерыва. Под его руководством было реализовано множество знаковых для города проектов реконструкции и строительства муниципальных и государственных объектов.
В 2013 году был избран в Рижскую думу, однако он отказался от мандата, чтобы продолжать работу директором департамента до делам собственности. В Рижскую думу избран в 2017 году по объединённому списку от партий «Согласие» и «Честь служить Риге!». Возглавлял Комитет городского имущества и созданную по его инициативе Комиссию по строениям, деградирующим городскую среду. Эта комиссия не только добилась сноса или начала реконструкции аварийных строений, но также с 2016 года предложила рижанам, независимо от формы собственности на недвижимость, субсидии самоуправления на восстановление фасадов и ценных исторических деталей зданий.
С 2018 года Буров занимал пост вице-мэра, заместителя председателя Рижской думы.
Олег Буров исполнял обязанности мэра Риги несколько месяцев после того, как 5 апреля 2019 года он заменил многолетнего мэра Риги, рекордсмена на этом посту Нила Ушакова, отстранённого от должности решением министра регионального развития Юриса Пуце.
19 августа 2019 года Олег Буров избран мэром города Риги. За его избрание на этот пост проголосовало 35 депутатов городской думы из 60, за его соперника Виестура Зепса — 12 депутатов. Предыдущая попытка назначить Бурова на этот пост намечалась на 11 июля, однако из-за отказа оппозиции закрепить за кандидатом пост председателя правления Рижского свободного порта, традиционно занимавшийся одним из руководителей Рижской думы, вопрос даже не был поставлен на голосование.
При избрании Буров предложил оппозиции конструктивное сотрудничество и обещал провести аудит во всех предприятиях самоуправления. Соответствующее решение было подготовлено уже 20 августа.

## Политическая деятельность
В 2001 году Олег Буров выдвигался кандидатом в депутаты Рижской думы по списку партии "Латвийский путь".  В 2004 году он сообщил о выходе из этой партии.
В течение всего срока работы коалиции партий «Согласие» и «Честь служить Риге!» Буров подчёркивал свою приверженность хозяйственной, а не политической работе. На выборах 2013 года он впервые баллотировался в Рижскую думу от этой коалиции, шёл под 15-м номером и переместился на 12-е место, набрав 7426 "плюсов".
По результатам парламентских выборов 2022 года избран депутатом XIV Сейма Латвии по списку партии «Латвия на первом месте». 19 июня 2023 года вышел из парламентской фракции. Причиной этого он назвал сближение партий «Латвия на первом месте» и «Стабильность!».
После вторжения России в Украину, он назвал Россию страной-агрессором и поддержал Украину.

## Вклад в культурно-историческую среду Риги
После назначения директором Департамента городского имущества Рижской думы Буров инициировал и продвигал ряд крупных проектов, изменивших облик латвийской столицы и восстановивших её историческую красоту в рамках программы «Рига становится краше» (Rīga top skaistākā). Все строящиеся и реконструируемые объекты Буров курировал лично.

### Восстановление исторических объектов

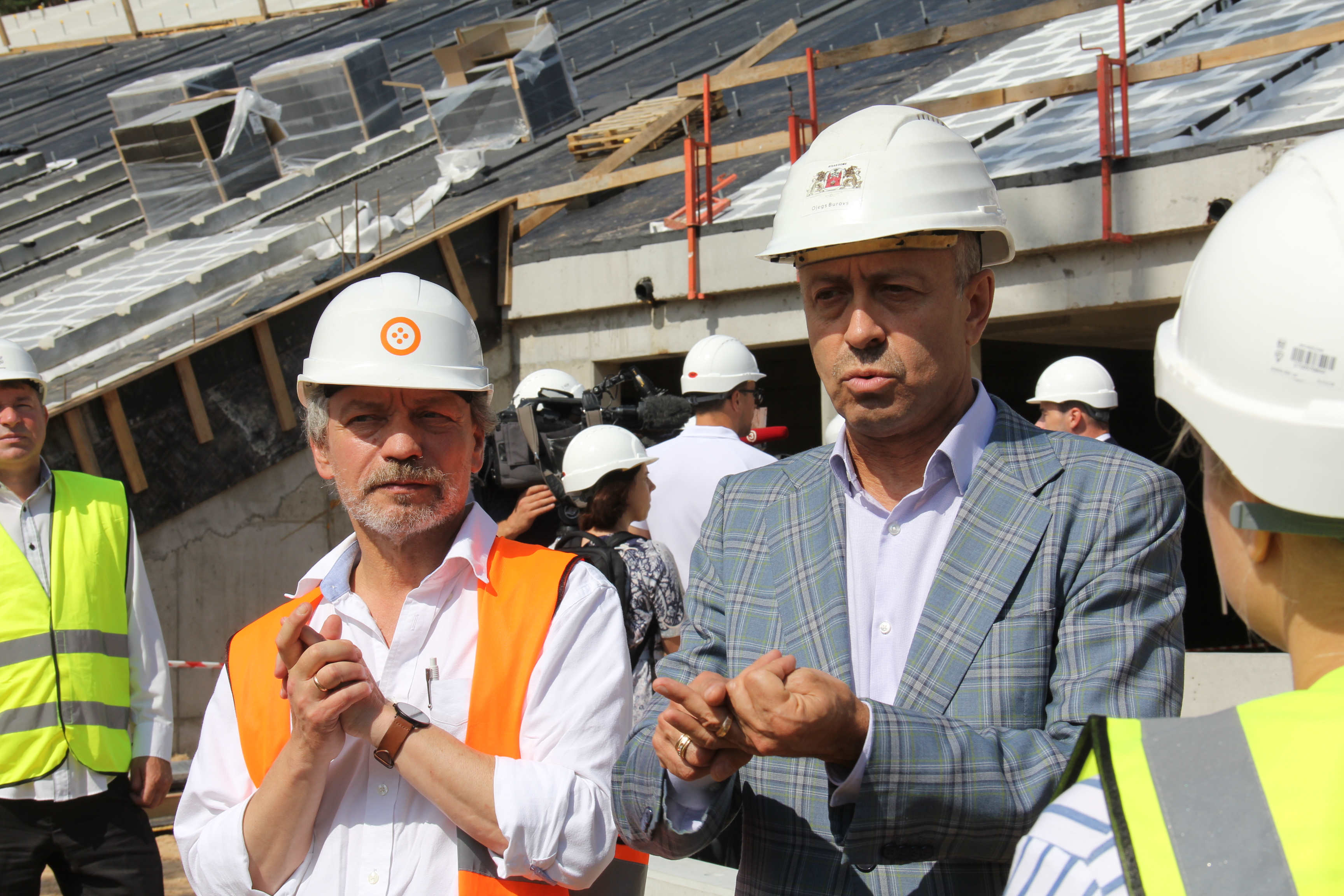
Архитектор Юрис Пога и глава Комитета городского имущества Рижской думы Олег Буров на стройплощадке Большой эстрады Межапарка, 2019 год.

В 2010 году закончено восстановление Театра русской драмы им. М. Чехова, стоившее 15,6 млн латов (свыше 22 млн евро). Оно было начато в бытность однопартийца и политического патрона Олега Бурова — Андриса Америкса, в 2008 году руководившего Комитетом городского имущества Рижской думы. Последняя реконструкция этого театра проводилась в 1967 году, в 1991 году был проведён косметический ремонт.
В 2012 году начат масштабный проект ревитализации деградированной городской среды в квартале «Спикери» между улицами Маскавас, Краста и Тургенева возле Рижского Центрального рынка, а также участка набережной длиной 1,3 км с устройством променада. К декабрю 2013 года в проект было инвестировано 4,9 млн латов, из которых 2,5 млн предоставил Европейский Фонд регионального развития.
В 2013 году, к столетию после окончания строительства, были полностью обновлены дворец культуры «Зиемельблазма» и прилегающий к нему парк площадью 5 га, где похоронен меценат и создатель ансамбля Август Домбровский. Проект обошёлся Рижской думе в 9,268 млн латов.
В 2015 году впервые, через 110 лет после сдачи в эксплуатацию, был реконструирован государственный Латвийский национальный художественный музей, что обошлось Рижской думе в 29,8 млн евро без учёта НДС, из которых 13 млн департамент смог привлечь из фондов ЕС. При реконструкции были построены новый мансардный этаж со стеклянной крышей для выставок и обширный подземный этаж для хранилищ, а также спроектирована и установлена декоративная подсветка.
В 2016 году Рижская дума подписала договор о строительстве новой Большой эстрады Межапарка, которая будет оборудована уникальным прозрачным куполом, укреплённым на металлоконструкции. Общая стоимость работ на двух этапах составит около 100 млн евро, для чего Рижская дума взяла заём в Государственной кассе.
В 2017 году полностью реконструирован Дворец культуры завода ВЭФ, что обошлось в 12 млн евро. Многие конструкции построенного в послевоенные годы здания пришлось укреплять, в цокольном этаже появились новые помещения для раздевалок и туалетных комнат. На фасаде здания по предложению Олега Бурова был установлен логотип закончившего своё существование завода ВЭФ, который более нигде в городской среде не используется.
В 2019 году завершилась реконструкция Латвийского Национального театра, который обзавёлся декоративной подсветкой и кафе в цокольном этаже. Разработан проект строительства пристройки с малым залом, в реализации которого Рижская дума надеется на помощь государства, так как театр принадлежит ему.

### Реновация школ и детсадов
Начатая Рижской думой программа реновации образовательных учреждений в 2009—2016 годах обеспечила приток свыше 252 миллионов евро и сохранение рабочих мест в строительной отрасли, тяжело пострадавшей из-за финансового кризиса 2008—2009 годов. Это были крупнейшие вложения в инфраструктуру образования в Латвии со времени восстановления независимости. Были полностью реновированы 16 школ, в 36 были утеплены фасады, в 20 исторических школах в центре Риги были отреставрированы фасады с установкой декоративной подсветки. В 29 школах отремонтированы спортзалы, в 22 школах реновированы актовые залы, 19 получили новое оборудование. Программа реновации школ обошлась в 200 млн, а детских садов — в 52 млн.
В 2016 году было выделено свыше 1.7 млн евро на устройство 24 игровых площадок в детских садах.
На 2017—2020 годы по программе реновации школ были предусмотрены инвестиции в размере 56 млн евро.

### Программа развития спорта
Для развития физкультуры и спорта Комитет и Департамент городского имущества предложили программу реконструкции школьных стадионов с превращением их в центры физической активности в микрорайонах. Апофеозом этой программы стало превращение бывшего стадиона Латвийского университета на улице Кришьяня Барона, 116, в Центральный спортивный квартал со множеством площадок для велосипедистов, скейтбордистов, спортивных игр и детской площадкой в 7 тыс. м². Стадион расположился на 4 га в центре города и обошёлся рижскому бюджету в 5,4 млн евро.

## Личная жизнь
О его личной жизни практически ничего неизвестно. В одном из интервью он говорил, что его жена из западной Украины. Супруги поженились в 1989 году. Также он говорил, что у него больше чем один ребёнок.
26 февраля 2021 года, он сообщил что стал дедушкой.